# Fan Hui
Dans ce nom, le nom de famille précède le nom personnel.
Fan Hui (chinois : 樊麾 ; pinyin : Fán Huī) est un joueur de go professionnel 2e dan (2p), français, d'origine chinoise, qui a été considéré comme le plus fort joueur d'Europe.

## Biographie
Né en Chine en 1981, Fan Hui commence à jouer au go à l'âge de 6 ans dans une école primaire de Xi'an, puis il devient professionnel de go à 15 ans. En 2000, il s'installe en France, où il participe à de nombreux tournois amateurs. Fan Hui en a remporté 36 à ce jour à travers l'Europe. Depuis 2005, il est chargé de l'enseignement du jeu de go à la Fédération française de go ; il crée notamment l'équipe de France jeune[réf. nécessaire].
En 2007, il publie son premier ouvrage, en français : L'Âme du go. Les formes et leur esthétique dans lequel il présente les « fondamentaux du go » mais aussi les formes et l'esthétique propres à ce jeu.
En 2013, il est naturalisé français.[réf. nécessaire]
En octobre 2015, le programme AlphaGo de Google DeepMind le bat par cinq victoires à zéro, première victoire d'un ordinateur contre un joueur professionnel, ; pour mieux comprendre l'importance de cet exploit informatique, voir l'article Go en informatique. Depuis cette date, Fan Hui fait officiellement partie de l'équipe de DeepMind développant AlphaGo, et a participé à l'arbitrage de la rencontre entre AlphaGo et Lee Sedol à Séoul en mars 2016.

## Classement
Fan Hui a le classement le plus élevé en Europe d'après l'échelle EGF (Fédération européenne de go). Il est également l'un des trois 8e dan selon l'échelle FFG (avec Dai Junfu et Hwang In-seong) à vivre en France.

## Palmarès
Fan Hui a remporté plusieurs grands tournois en Europe.

### Victoires  (20)
- 2001-2005, 2008 : Tournoi de go de Paris
- 2007-2009 : Ing Memorial - Europe
- 2001-2006, 2008 : Paris Meijin A
- 2002 : Tournoi de go d'Amsterdam
- 2008 : Tournoi de Madrid
- 2013 : Championnat de France de go (open)
- 2013, 2014, 2015 : Championnat européen de go

### Deuxième place (2)
- 2006, 2009 : Tournoi de go de Paris

## Publications
- L'Âme du go. Les formes et leur esthétique, Chiron, Paris, 2007,  (ISBN 978-2702712030)
- Le go pas à pas. Les premiers pas, livre du maître et de l'élève, volume 1, Chiron, 2010,  (ISBN 978-2702713419)
- Le go pas à pas. Deux yeux, volume 2, Chiron, 2010,  (ISBN 978-2702713143)
- Le go pas à pas. Les coins, les bords, le centre, volume 3, Chiron, 2010,  (ISBN 978-2702713150).
- Le go pas à pas. Quatre formes, volume 4, Chiron, Novembre 2011,  (ISBN 978-2702712962)
- Le go pas à pas. Cinq proverbes, volume 5, Chiron, 2013,  (ISBN 978-2-7027-1410-2)